# Леже, Луи
Луи Леже́ (фр. Louis Léger; 15 января 1843 — 30 апреля 1923) — французский филолог и писатель, основоположник славистики во Франции. Он был почетным членом болгарского Литературного общества (ныне Болгарская академия наук), а также членом Академий наук Санкт-Петербурга (1884; член-корреспондент), Белграда и Бухареста.

## Биография
Леже был учеником Александра Ходзько в Коллеж де Франс. Во время Первой мировой войны поддерживал независимость чешского народа.
Луи Леже стал первым славистом, выдвинувшим скептическую гипотезу о происхождении «Слова о полку Игореве» на новом уровне (после открытия в середине XIX века «Задонщины» и развития научной славистики). Помимо версии об учёной мистификации XVIII в., Леже допускал также датировку XIV или XV в., фальсификацию отдельных мест (а не памятника в целом) и первый предположил зависимость «Слова» от «Задонщины», а не наоборот. Наиболее сомнительными в «Слове» для Леже казались «чрезмерный местный колорит» и упоминания языческих богов, с его точки зрения, невозможные для христианина. Его работы повлияли на известные выступления Андре Мазона в 1930-е годы.

## Труды
- Esquisse sommaire de la mythologie slave. Paris, 1882 (под названием «Краткий очерк славянской мифологии» опубликован в журнале А. Хованского «Филологические записки»  в 1884 году).
- Russes et Slaves. Études politiques et littéraires. Paris: Librairie Hachette et Cie, 1890
- La littérature russe. Notices et extraits des principaux auteurs depuis les origines jusqu’à nos jours. Paris: Armand Colin et Cie, 1899
- La Mythologie slave. Paris, 1901 (под названием «Славянская мифология» опубликована в «Филологических записках» в 1908 году, в переводе А. В. Пасенко[8]).
- La Russie intellectuelle: études et portraits. Paris, 1914.